# Абдул Маджид аль-Кауд
Абдул Маджид аль-Кауд (араб. عبد المجيد القعود‎, родился в 1943 году — 4 марта 2021 года) — генеральный секретарь Высшего народного комитета Ливии (премьер-министр) с 29 января 1994 года по 29 декабря 1997 года.